# Marcha Real
La Marcha Real (De Koninklijke Mars) is de nationale hymne van Spanje. Het kan ook het volkslied van Spanje genoemd worden maar in tegenstelling tot de meeste andere volksliederen is er geen officiële tekst bij de muziek. De enige andere landen met een volkslied zonder officiële tekst zijn Bosnië en Herzegovina, San Marino en Kosovo.
Het Spaans Olympisch Comité nam in 2006 het initiatief voor een volkslied met tekst en schreef een wedstrijd uit. De organisatie ontving duizenden tekstsuggesties en legde deze voor aan een jury waarin onder meer een musicoloog, een atleet en een historicus zaten. Uiteindelijk werd een tekst van de 52-jarige Paulino Cubero uitgekozen. Tijdens een gala in 2007 zou het lied voor het eerst uitgevoerd worden. De beroemde Spaanse operazanger Plácido Domingo zou het lied zingen, maar het gala ging toch niet door. Er was veel kritiek op de tekst die volgens velen te veel deed denken aan de dictatuur van Francisco Franco. Te sterke nadruk op de Spaanse identiteit wordt in verschillende delen van Spanje, zoals in Baskenland en Catalonië nog altijd afgewezen.
La Marcha Real wordt voor het eerst vermeld in een uit 1761 stammend document, Libro de Ordenanza de los toques militares de la Infantería Española van Manuel de Espinosa, met de titel Marcha Granadera (Grenadiersmars), zonder vermelding van de componist. Daarmee is het een van de oudste volksliederen in Europa.
In 1770 verklaarde koning Karel III dat Marcha Granadera de officiële eremars werd. Aangezien de mars vooral te horen was bij gelegenheden waarbij de koninklijke familie aanwezig was, werd Marcha Granadera al snel bekend onder de naam La Marcha Real.
Tijdens de Tweede Spaanse Republiek (1931-1939) werd La Marcha Real vervangen door Himno de Riego als volkslied. Na de Spaanse Burgeroorlog herstelde Franco het oude volkslied, maar onder de titel La Marcha Granadera.
In oktober 1997 werd per Koninklijk besluit vastgesteld dat La Marcha Real het Spaanse volkslied is.

## Tekst uit het Franco-tijdperk
| Spaans | Nederlandse vertaling |
| --- | --- |
| 𝄆¡Viva España! Alzad los brazos, hijos del pueblo español, que vuelve a resurgir.𝄇 𝄆Gloria a la Patria que supo seguir, sobre el azul del mar, el caminar del sol.𝄇 𝄆¡Triunfa España! Lo yunques y las ruedas cantan ál compas un nuevo himno de fe.𝄇 𝄆Juntos con ellos cantemos de pie la vida nueva y fuerte del trabajo y paz.𝄇 𝄆¡Viva España! Alzad los brazos, hijos del pueblo español, que vuelve a resurgir.𝄇 𝄆Gloria a la Patria que supo seguir, sobre el azul del mar, el caminar del sol.𝄇 | 𝄆Leve Spanje! Hef de handen, zonen van het Spaanse volk, dat herboren is.𝄇 𝄆Glorie, aan't vaderland dat wist te volgen, over het blauw van de zee, de weg van de zon.𝄇 𝄆¡Trionfeer Spanje! De beelden en de wielen zingen op ritme, een nieuwe hymne van geloof.𝄇 𝄆Samen met hen staan en zingen wij het nieuwe en sterke leven der arbeid en vrede.𝄇 𝄆Leve Spanje! Hef de handen, zonen van het Spaanse volk, dat herboren is.𝄇 𝄆Glorie, aan't vaderland dat wist te volgen, over het blauw van de zee, de weg van de zon.𝄇 |

## Tekstvoorstel uit 1928 (geschreven door José María Pemán)
¡Viva España!

Alzad la frente,

hijos del pueblo español

que vuelve a resurgir.

Gloria a la Patria

que supo seguir

sobre el azul del mar

el caminar del sol.

¡Triunfa, España!

Los yunques y las ruedas

canten al compás

nuevos himnos de fe.

Juntos con ellos

cantemos en pie

la vida nueva y fuerte

del trabajo y paz.
Vrij vertaald in het Nederlands
Leve Spanje! Richt je voorhoofd op, Spaanse kinderen van een herrezen volk.
Eer het vaderland dat het blauw der zee en de loop der zon wist te volgen.
Zege, Spanje!
Aambeelden en raderen zingen op het ritme der nieuwe tonen van trouw.
Laten we samen met hen staande het nieuwe en sterke leven van werk en vrede bezingen.

## Afgewezen tekstvoorstel (geschreven door Paulino Cubero)
¡Viva España!

Cantemos todos juntos

con distinta voz

y un solo corazón

¡Viva España!

desde los verdes valles

al inmenso mar,

un himno de hermandad

Ama a la patria

pues sabe abrazar,

bajo su cielo azul,

pueblos en libertad

Gloria a los hijos

que a la Historia dan

justicia y grandeza

democracia y paz.